# Marina Karella
Marina Karella, princesa de Grècia (Atenes, 17 de juliol de 1940). Princesa de Grècia i de Dinamarca pel seu matrimoni amb el príncep Miquel de Grècia. És una reconeguda pintora grega que ha exposat a la majoria de galeries d'art de Grècia.
Filla de Theodoros Karellas i Elli Halikiopoulos, una família de l'alta burgesia industrial atenenca dedicada a la branca tèxtil, Marina Karella estudià a Atenes, a l'Escola de Belles Arts, amb Iannis Tsarukhis i el gran pintor Oscar Kokoschka, i després a l'École des Beaux-Arts de París i a Salzburg, a la Facultat de Kokoschka.
Va fer la seva primera exposició al Festival dels Dos Mons a Spoleto, Itàlia. A la dècada de 1970 va exposar a la Galleria Levi de Milà i posteriorment al Centre Georges Pompidou de París (1979), a la Galeria Iolas de Nova York (1982) o a les Galeries Zoumboulakis, d'Atenes (2008), entre d'altres. Ha format part d'exposicions al Musée National d'Art Moderne de París (1992), i al Museu d'Art Contemporani de Tessalònica (2013). A la dècada de 1980 va fer una estada a Nova York i les seves pintures es van fer més «fosques»; el seu treball posterior es va orientar als retrats i les imatges inspirades en la natura.
Ha exposat arreu del món, i al 2005 es va organitzar una exposició retrospectiva de la seva obra al Museu Benaki, d'Atenes. Hi ha obra seva a grans museus i institucions, com ara el Centre Pompidou, el Museu Vorres d'Atenes o el Museu Thyssen-Bornemisza.